# Ramstein-Miesenbach
Ramstein-Miesenbach ist eine rheinland-pfälzische Stadt im Landkreis Kaiserslautern, innerhalb dessen sie die nach Landstuhl gemessen an der Einwohnerzahl zweitgrößte Ortsgemeinde darstellt. Sie ist Verwaltungssitz der gleichnamigen Verbandsgemeinde, der sie auch angehört. Ramstein-Miesenbach ist gemäß Landesplanung als Mittelzentrum ausgewiesen.
Der Stadtteil Ramstein erlangte durch die auf seiner Gemarkung angesiedelte Ramstein Air Base sowie durch das Flugtagunglück dort im Jahr 1988 überregionale Bekanntheit.

## Geographie

### Geographische Lage
Ramstein-Miesenbach liegt etwa 15 Kilometer westlich von Kaiserslautern am Rande des Reichswalds. Südlich von Ramstein liegt die Westpfälzische Moorniederung. Hier wurde im 19. Jahrhundert Torf abgebaut. Nachbargemeinden sind – im Uhrzeigersinn – Mackenbach, Weilerbach, Kaiserslautern, Kindsbach, Landstuhl, Hauptstuhl, Hütschenhausen, Steinwenden, Kottweiler-Schwanden und Reichenbach-Steegen.

### Gewässer

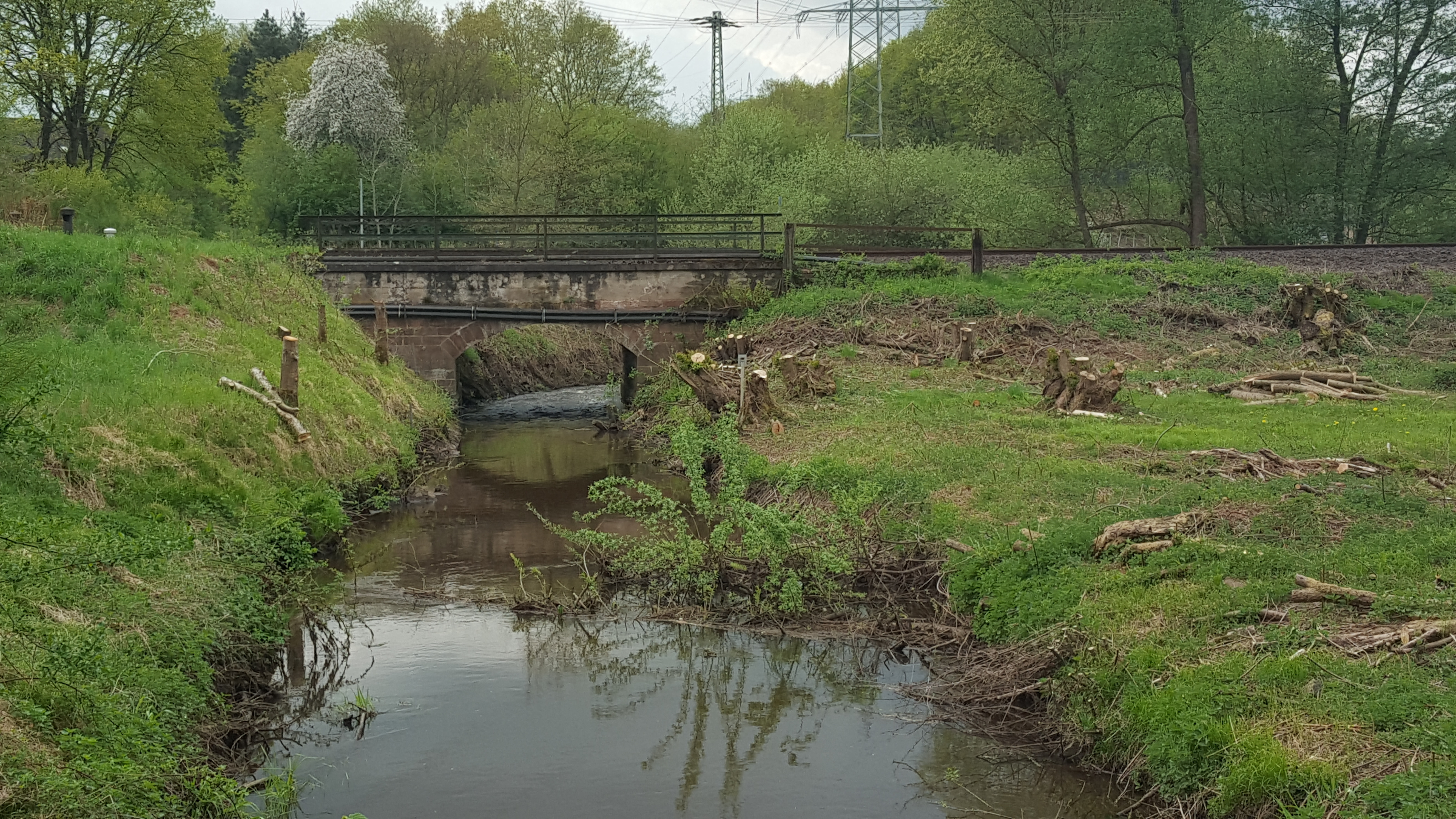
Mohrbach zwischen Ramstein und Miesenbach

Durch Ramstein-Miesenbach fließt der Mohrbach, der bei Glan-Münchweiler in den Glan mündet. Vorher nimmt ersterer mehrere Zuflüsse wie den Floßbach, den Kindsbacher Graben, den Krebsbach und den Miesenbach auf; letzterer bildet teilweise die Grenze zu Steinwenden. Im Westen der Gemarkung entspringen der Spesbach, der Schwarzbach, der Rubach und der Weißergraben. Der Maulspach bildet die Grenze zu Hauptstuhl.

### Stadtgliederung
Ramstein-Miesenbach ist in zwei Stadtteile untergliedert, zu denen eine Anzahl von Wohnplätzen und Weilern gehören:
- Stadtteil Miesenbach: 2147 Einwohner,[4] 591 Hektar Gemarkungsfläche, mit den Wohnplätzen Dansenbergerhof, Hebenhübelerhof, Langdellerhof, Rundwieserhof und Trifthof
- Stadtteil Ramstein: 5613 Einwohner,[4] 3710 Hektar Gemarkungsfläche, mit den Wohnplätzen Am Elteweg, Am Köhlwäldchen, Am Wackenberg, An der Schwarzbach, Autobahnmeisterei Ramstein im Wart, Breuntaler Hof, Jagdhaus, Forsthaus Kindsbach, Königreich, Langgewannerhof, Forsthaus Mackenbach, Molkerei, Moordammühle und Ziegelhütte

## Geschichte

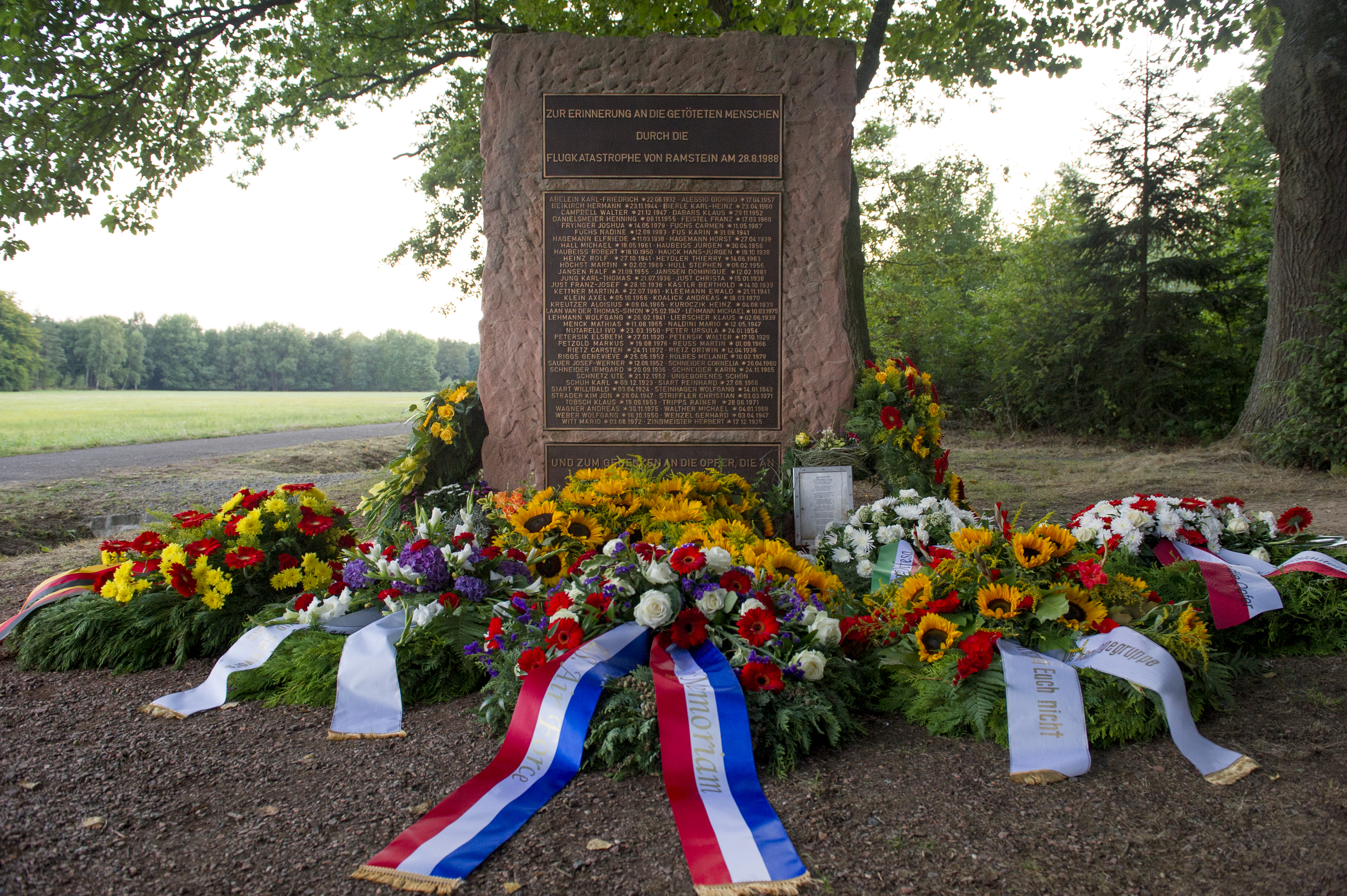
Das Denkmal für die Opfer des Flugtagunglücks von Ramstein

Der Ortsteil Ramstein wurde in einer Urkunde  Kaiser Friedrichs II. 1215 erstmals genannt. Er gehörte ab dem 14. Jahrhundert zur Kurpfalz und wechselte im Zusammenhang mit der Französischen Revolution als Teil der Pfalz  zu Frankreich. Von 1798 wurde Ramstein Teil der Französischen Republik (bis 1804) und anschließend Teil des Napoleonischen Kaiserreichs. Nach der Niederlage Napoleons fiel die linksrheinische Pfalz durch die Vereinbarungen des Wiener Kongresses 1815 zunächst an Österreich und 1816 aufgrund eines Tauschvertrages an das Königreich Bayern.
1951 wurde die Ramstein Air Base gebaut, die heute der größte US-Stützpunkt in Europa ist. Dabei benutzte die Airbase ursprünglich einen Teil der Autobahn Mannheim-Saarbrücken als Flugpiste. Die Ramstein Air Base ist zudem Sitz der „435th Air Base Wing“ und der schweren Lufttransporteinheit „86th Airlift Wing“, die auch Tankflugzeuge bereitstellt. Auf der Airbase passierte am 28. August 1988 im Rahmen einer Flugschau der Kunstflugstaffel Frecce Tricolori ein Unfall, bei dem 70 Menschen starben und 345 verletzt wurden.
Die Gemeinde Ramstein-Miesenbach wurde am 7. Juni 1969 aus den im Zuge der Gebietsreform aufgelösten Gemeinden Ramstein und Miesenbach neu gebildet. Drei Jahre später wurde sie Sitz der gleichnamigen Verbandsgemeinde
Am 5. April 1991 erhielt sie das Stadtrecht. Vom 26. bis 28. Juni 2015 war Ramstein-Miesenbach Austragungsort des Rheinland-Pfalz-Tages 2015.

### Konfessionsstatistik
2015 waren 41,2 % der Einwohner katholisch und 26,9 % evangelisch. Die übrigen 32 % gehörten einer anderen Glaubensgemeinschaft an oder waren konfessionslos.  Die Zahl der Protestanten und Katholiken ist seitdem gesunken. Mit Stand Februar 2025 waren 30,8 % der Einwohner katholisch, 21,2 % evangelisch und 48,0 % gehörten entweder einer anderen oder keiner Glaubensgemeinschaft an.

### Einwohnerentwicklung
| Ramstein-Miesenbach: Einwohnerzahlen von 2012 bis 2024 | Ramstein-Miesenbach: Einwohnerzahlen von 2012 bis 2024 | Ramstein-Miesenbach: Einwohnerzahlen von 2012 bis 2024 | Ramstein-Miesenbach: Einwohnerzahlen von 2012 bis 2024 | Ramstein-Miesenbach: Einwohnerzahlen von 2012 bis 2024 |
| ------------------------------------------------------ | ------------------------------------------------------ | ------------------------------------------------------ | ------------------------------------------------------ | ------------------------------------------------------ |
| Jahr                                                   |                                                        |                                                        |                                                        | Einwohner                                              |
| 2012                                                   | 2012                                                   |                                                        | 7.480                                                  | 7.480                                                  |
| 2015                                                   | 2015                                                   |                                                        | 7.543                                                  | 7.543                                                  |
| 2020                                                   | 2020                                                   |                                                        | 7.981                                                  | 7.981                                                  |
| 2024                                                   | 2024                                                   |                                                        | 7.636                                                  | 7.636                                                  |
| Quelle(n): statistik.rlp.de                            |                                                        |                                                        |                                                        |                                                        |

## Politik

### Stadtrat
Der Stadtrat in Ramstein-Miesenbach besteht aus 24 Ratsmitgliedern, die bei der Kommunalwahl am 9. Juni 2024 in einer personalisierten Verhältniswahl gewählt wurden, und dem ehrenamtlichen Stadtbürgermeister als Vorsitzendem.
Die Sitzverteilung im Stadtrat:
| Wahl | SPD | CDU | Grüne | FWG | Gesamt   |
| ---- | --- | --- | ----- | --- | -------- |
| 2024 | 3   | 15  | 1     | 5   | 24 Sitze |
| 2019 | 4   | 15  | –     | 5   | 24 Sitze |
| 2014 | 5   | 13  | –     | 6   | 24 Sitze |
| 2009 | 5   | 14  | –     | 5   | 24 Sitze |
| 2004 | 5   | 15  | –     | 4   | 24 Sitze |

- FWG: Freie Wählergruppe Stadt Ramstein-Miesenbach e. V.

### Bürgermeister
Stadtbürgermeister von Ramstein-Miesenbach ist Ralf Hechler (CDU). Bei der Direktwahl am 26. Mai 2019 wurde er mit einem Stimmenanteil von 86,13 % wiedergewählt. Bei der Direktwahl am 9. Juni 2024 setzte sich Hechler mit 85,5 % der Stimmen ohne Gegenkandidat erneut durch. Die Wahlbeteiligung lag bei 56,7 %.

### Wappen
| Wappen von Ramstein-Miesenbach | Blasonierung: „In Gold eine aufsteigende eingebogene schwarze Spitze, darin ein hersehender rotbewehrter und -bezungter goldener Löwe, mit den Vorderpranken einen viereckigen, hochkant stehenden silbernen Stein umfassend, oben rechts ein blauer Reichsapfel mit goldenem Kleeblattkreuz und Bügel, oben links ein blauer Ritterstechhelm.“ |
| Wappen von Ramstein-Miesenbach | Wappenbegründung: Der Pfälzer Löwe erinnert zudem an die ehemalige Zugehörigkeit beider Orte zur Kurpfalz. Es wurde 1973 von der Bezirksregierung Neustadt genehmigt und vereinigt die Figuren der historischen Wappen von Ramstein und Miesenbach.                                                                                             |

### Partnerstädte
- Maxéville,  Frankreich
- Balatonlelle,  Ungarn
- Rota,  Spanien

## Kultur und Sehenswürdigkeiten

### Kulturdenkmäler

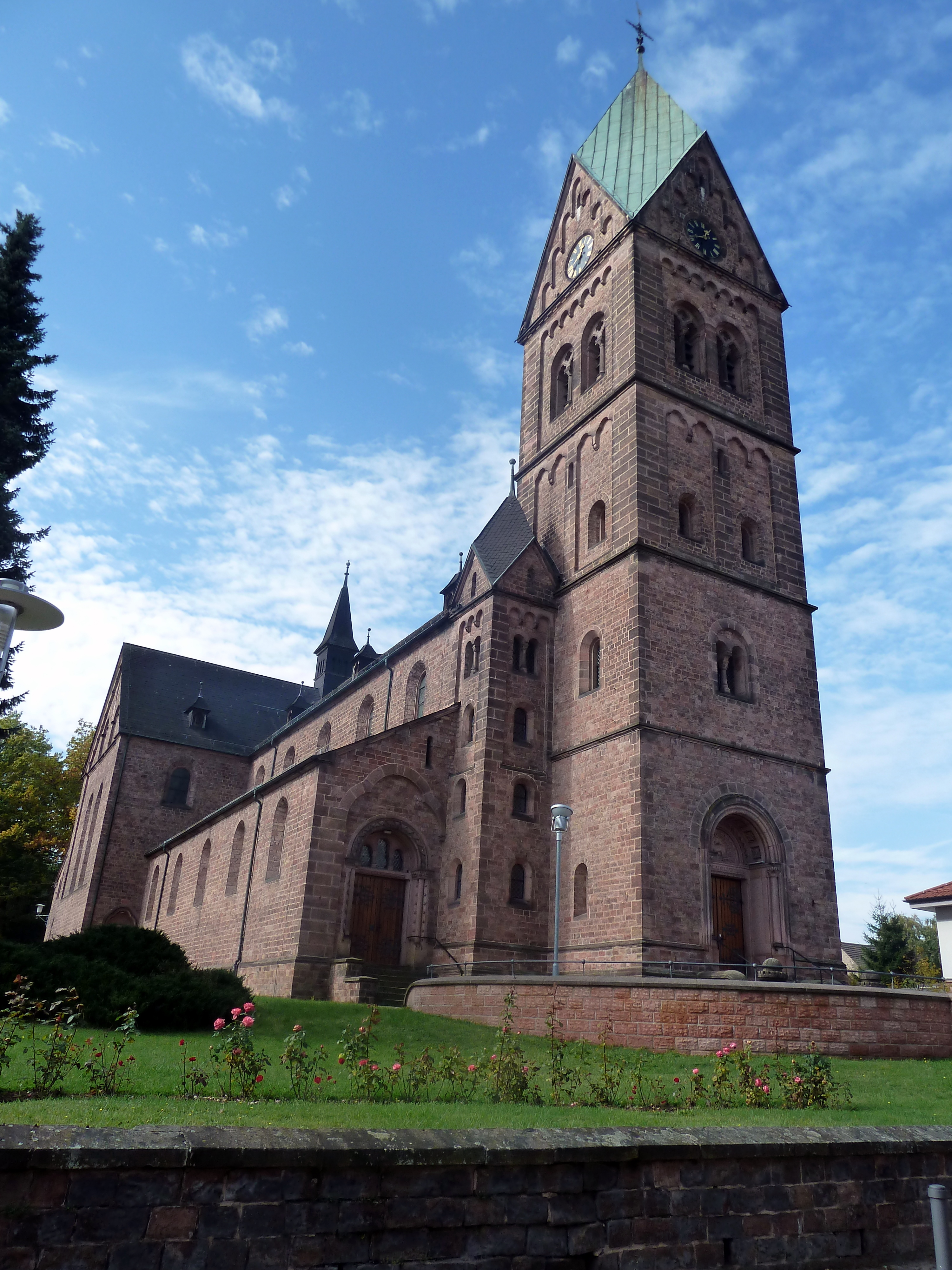
Denkmalgeschützte katholische Pfarrkirche St. Nikolaus in Ramstein

Vor Ort existieren insgesamt 15 Objekte, die unter Denkmalschutz stehen, darunter die katholische Kirche St. Nikolaus.

### Natur
Die Naturschutzgebiete Schachenwald und Schlangenbruch erstrecken sich teilweise über die Stadtgemarkung.

### Veranstaltungen
Im städtischen Congress Center Ramstein (bis 2018 Haus des Bürgers) finden regelmäßig Theatervorstellungen, Konzerte sowie Kabarett verschiedener Künstler als Gastspiele statt.
Im Ortsteil Ramstein findet jährlich am Faschingsdienstag der Westricher Karnevalsumzug statt.

### Ortsbild
Das Ortsbild ist insbesondere im Stadtbild von Ramstein durch mittelalterliche Gebäude geprägt.

## Wirtschaft und Infrastruktur

### Industrie
Ramstein verfügt über ein großes Industriegebiet, in dem zahlreiche Firmen ihren Standort haben. Es befindet sich außerhalb der Stadt an der Straße Richtung Hütschenhausen/Spesbach. Das Industriegebiet trägt den Namen „Westrich“. Das holzverarbeitende Unternehmen Rettenmeier betreibt hier ein Werk.

### Behörden
Als Sitz der Verbandsgemeinde beherbergt die Stadt deren Verwaltung.

### Verkehr

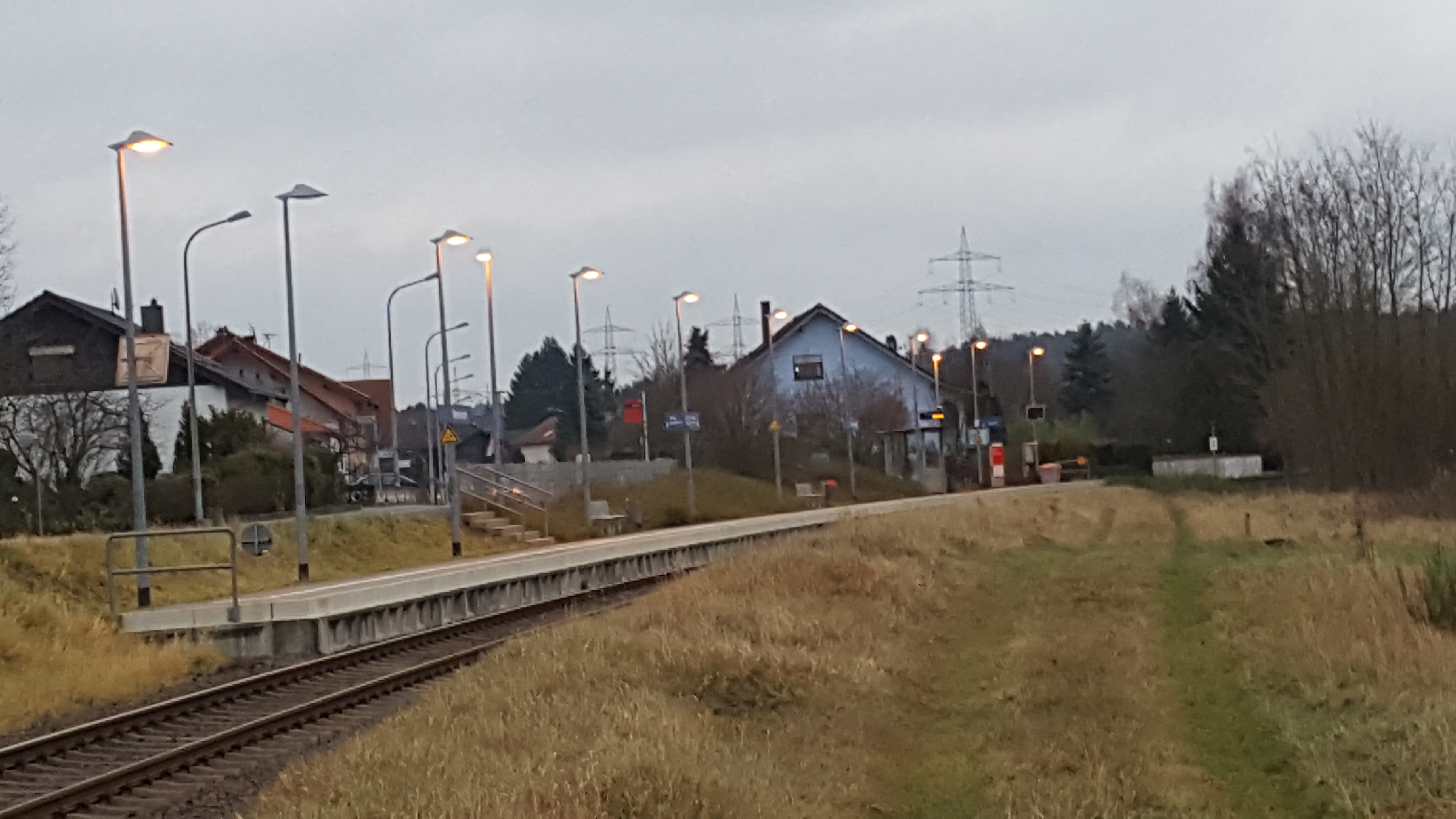
Haltepunkt Miesenbach im Jahr 2017

Der Öffentliche Nahverkehr ist in den Verkehrsverbund Rhein-Neckar integriert. Ramstein-Miesenbach verfügt über zwei Bahnhaltepunkte, einen in Ramstein und seit 2005 einen in Miesenbach, an der Bahnstrecke Landstuhl–Kusel, in Landstuhl besteht Anschluss in Richtung Saarbrücken und Mannheim.
Die Landesstraße 356 verläuft am südlichen und östlichen Ortsrand von Ramstein, während die Landesstraße 363 mitten durch das Siedlungsgebiet verläuft. Die Landesstraße 366 streift den nordwestlichen Ortsrand von Miesenbach.
Ramstein-Miesenbach ist durch die Bundesautobahnen 6 mit der Anschlussstelle Ramstein-Miesenbach und 62 mit der Anschlussstelle Hütschenhausen an das Autobahnnetz angebunden. Das Autobahnkreuz Landstuhl-West befindet sich im äußersten Süden der Stadtgemarkung. Die Kreisstraße 9 verläuft am westlichen Rand des Industriegebiets und führt nach Steinwenden. Die Kreisstraße 79 führt mitten durch Miesenbach.

### Tourismus
Ramstein-Miesenbach ist nördlicher Ausgangspunkt des Sickinger Mühlenradwegs, der bis nach Thaleischweiler-Fröschen führt und liegt am Barbarossa-Radweg. Durch den Westen der Stadtgemarkung führen darüber hinaus der mit einem roten Kreuz markierte Fernwanderweg Franken-Hessen-Kurpfalz und ein mit einem gelb-roten Balken gekennzeichneter Weg, der von der Burg Lichtenberg bis nach Wachenheim verläuft.

### Bildung
Die Stadt beherbergt das Reichswald-Gymnasium, dessen Einzugsgebiet sehr groß ist. Außerdem befindet sich in Ramstein die Wendelinus-Grundschule und eine Realschule plus, ehemals Duale Oberschule.
Die städtische Bücherei, die im Congress Center Ramstein untergebracht ist, hält rund 25.000 Medien bereit.

## Persönlichkeiten

### Ehrenbürger
- Karl Mitschang (1924–2018), langjähriger Beigeordneter, seit 2016

### Söhne und Töchter der Stadt
- Richard Mund (1885–1968), Maler des Impressionismus
- Adolf Müller (1886–1974), Jurist
- Luitpold Layes (1899–1994), katholischer Pfarrer
- Eugenie Lautensach-Löffler (1902–1987), Geographin und Heimatkundlerin
- Edgar John (1913–1996), Künstler
- Lothar Bossle (1929–2000), Hochschullehrer für Soziologie in Würzburg
- Berthold Budell (1929–2010), Politiker (CDU), 1984–1985 saarländischer Umweltminister
- Wolfgang Jung (1938–2024), Friedensaktivist
- Michael Weber (* 1959), Informatiker, seit 2015 Präsident der Universität Ulm
- Peter Mitschang (* 1960), Professor an der TU Kaiserslautern
- Andreas Hilbert (1966–2019), Professor für Wirtschaftsinformatik an der TU Dresden

### Personen, die vor Ort gewirkt haben
- Markus Conrad (* 1973), Politiker (CDU), von 1997 bis 1999 Vorsitzender der örtlichen JU
- Rolf Meyer, von 1970 bis 1972 Zeitsoldat in Ramstein
- Jakob Knauber, Pfarrverweser in Ramstein
- Marcus Klein, Mitglied des Stadtrats von 1999 bis 2015
- Nicole Kneller, Sommerbiathletin
- Johannes Kriebitzsch, bemalte die Gläser der Ramsteiner St.-Nikolaus-Kirche
- Vincent Kympat, indischer Bischof, übernahm zwischen 1986 und 1989 eine Urlaubsvertretung in Ramstein
- Hans Müller, starb vor Ort
- Victor E. Renuart junior, von 1984 bis 1986 auf der Ramstein Air Base tätig